# Larva (banda)
Larva es una banda mexicana independiente de metal alternativo, formada en el año 1999. Larva empezó editando sus primeros sencillos, cuando sus integrantes contaban con 15 años. Larva fusiona varios géneros musicales tales como el gothic metal, hardcore, death metal y nu metal. Los discos de Larva tienen una historia y un contenido contados a través del odio, la rabia y la venganza que caracterizan al ser humano. Cuentan con un apoyo multimedia que comprende música, imagen y video.

## Historia

### Inicios (1998-2000)
Larva comenzó con un proyecto solista de Peech en 1998, grabando demos y maquetas en privado. La banda en sí se formó a finales de 1999, con Peech(guitarra, voces, teclado electrónico, bajo) y Mitzy(guitarra en vivo), grandes amigos de secundaria desde 1997. Ambos deciden formar un proyecto después de la desintegración de una banda escolar donde Peech era guitarrista. Graban un par de demos independientes, sin embargo todos los instrumentos en las grabaciones son interpretados exclusivamente por Peech. Algunos de estos primeros demos son: Nei Ming y Me Voy A Destruir:La Culpa, los cuales se distribuyen a nivel underground.
El significado del nombre de la banda lo explica Peech en esta entrevista:
”Pensamos en una Larva de mosca, un ser pequeño, baboso, desagradable e insignificante, cuyo único objetivo en la vida es convertirse en una mosca, porque para eso ha sido creada, todas sus células, sus tejidos, su completa existencia solo persigue ese objetivo, y en el momento en el que se convierta en mosca, llegará a su máximo estado de perfección; y aun así, una mosca seguirá siendo pequeña, sucia, insignificante, aborrecida.... pero la Larva habrá completado su metamorfosis y será perfecta. Así somos nosotros, pensamos que podemos ser personas desagradables, insignificantes,.. como sea que seamos a los ojos de los demás.. Seguiremos creciendo y llegará el día en que seamos completos y perfectos, y si aun así seguimos siendo aborrecidos e insignificantes, para nosotros estará bien porque habremos alcanzado nuestro máximo estado de perfección.”

### La Exposición Plástica (2000-2002)
Después de componer algunos temas, el actual dúo conoce a Dementia(voz, batería) en preparatoria en el año 2000 y se unen bajo el nombre "Menta", el cual pronto fue cambiado a "Larva". Los conocimientos multitinstrumentistas de Peech y Dementia los hace trabajar de manera fluida hasta que componen su primer EP "Antisoma" lanzado pocos meses antes de su primer álbum.
Mitzy no participa en las grabaciones de este álbum.
En el 2001 logran realizar su primer disco de estudio: La Exposición Plástica, cuando tenían 15 años de edad. Este trabajo fue producido por Alfredo Velásques, exbaterista de Los Amantes de Lola, y cuenta con canciones como: Eutanasia, Antisoma y Ave María, que son bien acogidas por el público, y que les abren las puertas a los primeros conciertos del país, así como a una gira nacional y llama la atención de los medios del país.
La temática de este trabajo, entre otras cosas, trata sobre la falsedad e hipocresía de algunos sectores de la sociedad. El sonido del disco incorpora sonidos que van desde el post grunge, hasta canciones melódicas e instrumentales.
Para ayudar a promocionar el disco lanzan algunos sencillos como son: Ave María, Antisoma, Miss Florida y Eutanasia.
Al año siguiente, en el 2002, Larva se prepara para la grabación de su próximo disco y a mitad de las sesiones de grabación Dementia deja la banda.

### Anormal (2002-2004)
Con un miembro menos, reclutan a Samia(batería) en el 2003 para llenar el espacio vacío dejado por Dementia. Samia graba la mayoría de canciones para este nuevo disco, sin embargo al año siguiente, 2004, se separa de la banda, y en su lugar entra Enrique García (batería). Las secuencias, producción y continuidad fueron realizadas por Peech. En este disco Mitzy colaboró con las grabaciones en el bajo y voz.
Este trabajo es un disco conceptual que lleva por nombre: Anormal. Este álbum marcará el estilo que caracterizará a la banda y su manera de llevar la presentación en sus conciertos.
El disco cuenta la historia de Adara Loan, una niña de 13 años que sufre de los maltratos y abusos de su padre, que decide asesinarlo y después quitarse la vida. Para promocionar el disco se lanzó una campaña ARG (juego de realidad alternativa), que incluía en el sitio web de la banda un mapa de la casa donde habían ocurrido los crímenes y, dentro del CD, el diario de la niña, lo cual hizo que muchas personas pensaran que se trataba de una historia real. Esto ocasionó que muchos medios de radio y televisión lo censuraran.
En su gira "Me Voy a Destruir", la cual los llevó a tocar por toda la República Mexicana, comenzaron a emplear medios audiovisuales para sumergir al público más en el concepto del álbum y sus canciones. Durante este tour la banda decide ampliar su sonido con la incorporación de otra guitarrista. Izbel se une a Larva en 2004. Para cerrar la gira, se presentan un par de veces en televisión nacional.
Antes de terminar la promoción de "Anormal" Izbel deja la banda y Sara la sustituye como guitarrista en el 2005.
Durante la grabación del video promocional para "Ente" Mitzy deja la banda, dejando el video incompleto y nunca salió a la luz.
Danna entra como bajista en el 2006.

### Zoótropo (2006-2010)
Un año después del ingreso de Danna(bajo) a la banda, en el 2007, comienza la grabación de su próximo material llamado Zoótropo, la cual se extiende por casi un año.
Esta producción es un álbum conceptual que está dividido en tres ejes: la rueda de la vida, la caja de la muerte y la venganza. Este trabajo cuenta la historia de la creación del universo, la evolución de las especies, la humanidad, las guerras y el apocalipsis que la llevará a su destrucción. Ion Zeth, miembro de Biomortek, colabora con la banda con las secuencias del disco.
Esta producción fue producida por Larva e Izmael Peralta y concebida como un álbum triple, con 12 canciones por disco. El motivo de crear un disco tan extenso fue para llenar el espacio de inactividad dejado en 5 años.
Por problemas de presupuesto el disco tuvo que ser reducido a álbum doble, de 24 canciones, ajustadas en un solo CD. Las canciones restantes están subidas a su MySpace a manera de sencillos digitales para descargarlas de manera gratuita.
Antes de la presentación oficial del CD se anuncia la salida de Sara (Guitarra), y Poncho (vocalista de Tierra Muerta) entra sustituyendo temporalmente el puesto en la guitarra. Poco tiempo después Dementia regresa ahora como guitarrista para concluir la gira "Tu Mundo Se Va a Destruir". Esta gira es la más larga en su trayectoria y se muestra en videos la historia de la humanidad y el apocalipsis contada por la música de Larva.
En esta gira se integra Zoka como VJ(Videojockey) y encargado de la multimedia.
Larva decidió donar parte de las ganancias de este álbum a albergues de animales maltratados y abandonados, y participar en eventos pro-animales.
En el 2009 dejan la banda Danna(bajo) y Kike(batería), y entra Tantrum en batería (ex Nailser)

### El Día de La Peste, eventos recientes (2010)
A principios de 2010, Dementia deja de nuevo la banda y Baliz (ex Audrey) entra a la banda en el bajo. Esto dejó a Peech como el único integrante permanente hasta ahora.
Con esta nueva alineación, entran al estudio el 8 de mayo para grabar su próximo álbum titulado: “El Día De La Peste”.
En el 2011 es lanzado el primer sencillo del que será su nuevo material "el día de la peste" el sencillo como tal es llamado "SEMEN" e incluye tres tracks: dos nuevos y uno en vivo, también a finales del 2011 se anuncia la salida del nuevo material para finales de febrero del 2012.

### El Día de La Peste (2012)
Finalmente y tras algunos retrasos , sale a la luz el 20 de abril de 2013 la nuevo producción de larga duración , titulada , "el día de la peste" , en este , se cuenta una historia sobre un mundo posapocalíptico en el cual los sobrevivientes son envenenados con una campaña de miedo y mentiras para mantener en control a la raza humana.
En los 15 tracks que componen el disco , Larva , se propone a contar una historia y a seguir un concepto , usando , esta vez , detalladas obras de arte visual en su disco , todo esto a manos de Zoka , quien ya había trabajado en ocasiones anteriores con la banda , entre los tracks que se pueden escuchar en el disco , destaca "Semen" , que fue el primer sencillo y el cual ya poseía un vídeo propio.
Es para este disco que , Jesucristo Kramm , quien dirigió el vídeo del primer sencillo de "El día de la peste" titulado "Semen" se une a larva , estando a cargo de las secuencias de sintetizadores tanto en estudio como en directo , siendo esta una valiosa adición a Larva , Kramm tuvo una muy buena respuesta por parte de los fanes en su debut con Larva en la presentación del día de la peste.

### Eventos recientes (2012)
El 6 de agosto , es publicado en las redes sociales , El capítulo de la sexta temporada del programa Esquizofrenia , titulado Pink Music , en el cual Larva hace aparición al lado de bandas como Matherya y Cumbia queers.
En dicho programa se aborda la temática de la música producida por homosexuales , el mercado que la consume y la opinión que tiene la comunidad gay sobre esta misma , Larva , hacen aparición brindando tanto Peech como Baliz , su punto de opinión sobre el tema que se desempeña a lo largo de las tres partes de vídeo que componen el programa.
El 11 de septiembre de 2012 y promocionando aun , "El día de la peste" , Larva es llamado a actuar como teloneros en la presentación de la banda de nu metal Coal chamber , en nuestro país , teniendo como lugar "El circo volador".
En este evento Larva demostró al igual que siempre su alto nivel de calidad al tocar y su gran alcance con el público , este concierto en el cual desempeñaron una actuación de aproximadamente 30 minutos , sirvió para que muchos fanáticos de Coal chamber conocieran también a larva , significando esto un gran avance en la carrera profesional de la banda.
Larva , ofrece un concierto acústico en favor a las familias de niños con cáncer el día de octubre del año 2012, La asociación "Chochos" que , mediante llaveros hechos a manos, recauda fondos para ayudar al tratamiento de estos niños , fue la que organizó el evento , para dicho evento, Larva organizó ciertas dinámicas en su página oficial , mediante las cuales se podía ganar una entrada gratuita al evento a cambio de hacer uno de estos llaveros y donarlo para ser vendido por la fundación , estas dinámicas variaban entre , algunas trivias sobre la banda , vídeos en donde el público tenía que identificar las canciones tocadas , etc , etc.
El concierto acústico fue un gran éxito para la banda , reviviendo además , algunas canciones que no eran tocadas normalmente en vivo, como la innedita "Ballenas:a tu alrededor".

### Invierno nuclear y El miente
Por medio de las redes sociales , la banda da a conocer que se está comenzando con el proceso de grabación de un nuevo video , extraído del álbum "El día de la peste" , también mediante estas mismas redes , se anuncia la salida de un DVD en vivo , recopilando varias grabaciones realizadas tanto por la cámara de mano de la banda , como por fanes que estuvieron presentes en su gira "Invierno nuclear tour" , alrededor del país.
Finalmente , el 28 de septiembre, aparece en YouTube el DVD de la banda , teniendo en su set list , temas de toda la trayectoria de Larva desde "La exposición plástica" hasta "El día de la peste" 
Este DVD tuvo un gran impacto en los fanáticos de la banda y contó con una enorme aceptación , ya que además de tener buena calidad de audio y buenos temas recopilados , contenía escenas extra del día a día de la banda , lo que permitió a los fanes conocer un poco más de sus ídolos.
Como parte del lanzamiento de su sencillo "El miente" , la banda comienza una dinámica en la cual se llama a los fanáticos a componer , editar y mandar, un remix de la canción "El miente" , contenida en el álbum , dicha dinámica , tiene como objetivo encontrar varios remixes atractivos para ser incluidos como parte del sencillo físico , además de otras canciones aún no anunciadas.
Finalmente, se estrena el nuevo videoclip de la banda , titulado "El miente" , siendo este uno de los más aceptados por el público , teniendo aún más visitas en YouTube que algunos de los anteriores y contando con un visible avance en producción y grabación , siendo uno de los pasos más importantes para larva en este año , el vídeo , dirigido por el mismo peech , rápidamente se ha introducido entre uno de los favoritos de los fanes de la banda.
El sencillo físico , trajo además como extra , La canción "Agatha" la cual ya se había incluido en el disco "la exposición plástica" , teniendo esta vez la peculiaridad de estar grabada en idioma español , siendo aún más aceptada por el público que su predecesora , También se incluyó una de las canciones que los fanáticos pedían bastante y que ya había sido escuchada en el acústico de la banda , "Ballenas: a tu alrededor" se convierte rápidamente en una de las canciones favoritas de los fanáticos de la banda.

### Máquina Misántropa Magnífica, inicia inestabilidad de bateristas (2014-2017)
Tras la salida de Tantrum en marzo de 2014, Yoab Castañeda tomó el rol de baterista en lo que sería el inicio de una serie de cuatro bateristas en un lapso de cuatro años, con Castañeda en dos periodos distintos. 
El quinto álbum de estudio, titulado Máquina Misántropa Magnífica, es lanzado el 24 de diciembre de 2014, y muestra la preocupación de la banda por la naturaleza y la relación del ser humano con el medio ambiente. Larva realizó la grabación dlel álbum durante la segunda mitad de 2014 en su estudio Maldita Sea la Música. La fecha original de lanzamiento del álbum tendría lugar en 2015, pero la banda decidió adelantar la fecha. Para el álbum contaron con dos músicos invitados: Erk Aicrag (Hocico, Rabia Sorda) en la voz de «Odio Todo», y Rick Loera (The Legion of Hetheria, ex-Matherya) en la voz de «Regreso Derrotado». Para el tema que cierra el álbum, «La Razón De Lo Que Soy», los arreglos orquestales estuvieron a cargo de Feer Black (Omnianthropy), y el trabajo coral fue realizado por seguidores de Larva seleccionados tras una convocatoria de la banda.
El primer sencillo, «Dios Contra Mí», fue presentado el 8 de diciembre de 2014 con un videoclip dirigido por Jesucristo Kramm. El 24 de diciembre, junto con el lanzamiento del álbum, se presentó lyric video del segundo sencillo, «Odio Todo». 
En mayo de 2015, Castañeda deja Larva y es reemplazado por Víctor Fragoso. La banda presentó dos sencillos más ese año. El primero, «Mata Al Carnívoro», se estrenó el 19 de julio en un videoclip con versión interactiva, con el video oficial lanzado el 24 de julio. El videoclip, nuevamente dirigido por Kramm, ocupó el noveno lugar entre los 10 videoclips más sobresalientes de metal mexicano de 2015, según el portal Reina El Metal. El videoclip para «Ustedes Dos» fue presentado el 29 de octubre.
El trabajo de promoción del álbum incluyó presentaciones en el Force Fest en Guadalajara y junto a Coal Chamber en la Ciudad de México.
Máquina Misántropa Magnífica fue nominado a mejor Disco Metal en los Indie-O Music Awards 2015, categoría que perdió ante Gates of Hell de Mystica Girls y Mon Laferte. Larva fue nominada al Premio de metal Kalani 2015 en la categoría Nü Metal (Deathcore, Metalcore), del cual resultaron ganadores.

### Trágicos Cuentos de Amor, continúan cambios de baterista (2017-2020)
En enero de 2017, Larva comunicó la salida de Fragoso y Kramm, al igual que el regreso de Castañeda en la batería. Tras el lanzamiento de las reediciones de sus primeros tres álbumes en 2016, Larva presentó su sexto álbum de estudio en febrero de 2017. Titulado Trágicos Cuentos de Amor, el álbum cuenta con seis temas con dedicatorias de desamor a diferentes personas. Como desenlace, el álbum cierra con una canción introspectiva titulada «Para Mí». En abril, Larva presentó una nueva edición titulada Tragic Love Stories, la cual cuenta con todas las canciones con letras en inglés, apostando a internacionalizar su música. 
En octubre es estrenado el EP Para Ruy, el cual incluye la canción del mismo nombre, nuevas canciones y remixes, práctica habitual en Larva. A la par del EP, el videoclip de «Para Ruy», realizado en conjunto con el grupo activista Grup0 d3 Chok3 fue estrenado en diversas plataformas en línea. El videoclip narra la historia de una pareja de hombres homosexuales que enfrenta violencia y problemas en su relación, donde el sexo funge como catarsis, culminando en una orgía. Dadas las características pornográficas del video, una versión censurada fue publicada en YouTube, mientras que la versión sin censura se destinó a sitios web pornográficos como XVideos y PornHub.
En febrero de 2018 se comunica que Castañeda abandona nuevamente la banda. Tras contar con el apoyo de Axel Molina como baterista en vivo, Sebastián Dí es presentado como nuevo miembro. En el primer aniversario de Trágicos Cuentos de Amor se publicó una reedición del mismo, la cual incluyó dos canciones nuevas: «Para Alan» y «Para Cristian». Esta edición especial incluyó dos discos, uno con los temas en español y otro en inglés, tanto en su versión física como en la digital. Posteriormente, la banda produjo videoclips para dos sencillos más. En marzo se estrenó el videoclip de «Para Javier»; en noviembre, tras la salida de Dí, Molina se integró a la banda previo a la producción del video de «Para Alan», lo que marcó el cuarto baterista en cuatro años. Un último videoclip fue lanzado en abril de 2019 para el tema «Para Wilberth».

### Horrendoy pandemia por COVID-19 (2020-presente)
Larva inició el 2020 con un par de conciertos en México previo al inicio de la pandemia de COVID-19. El 2 de mayo de 2020 se estrenó el sencillo «Horrendo», acompañado de 9 remixes realizados por Kramm, La Cattrina y Arkahno 13, entre otros. El videoclip del tema fue realizado por Carniceros Crew, con quienes colaboraron previamente en el cortometraje Mañana Nos Vemos de Isac Betancourt, el cual cuenta con música de Larva en su banda sonora.
A raíz de la pandemia, Larva participó en varios festivales en línea, tales como MXChaos y La Barca Metal Fest, y desarrollaron un talk show a través de sus redes sociales bajo el nombre ¡Chisma!. La banda dio cierre al año con un festival en línea, organizado por ellos mismos, para conmemorar el 20 aniversario de la fundación de Larva. El festival, de nombre ¡Larga Vida al Monstruo!, contó con la participación de bandas como The Gay Agenda, Maiale Vif, Insertion Loss y Madisson, además de proyectar el cortometraje Mañana Nos Vemos.

## Discografía

### Álbumes de estudio
- La Exposición Plástica (2001)
- Anormal - (2003)
- Zoótropo - (2008)
- El Día de la Peste - (2012)
- Máquina Misántropa Magnífica - (2014)
- Trágicos Cuentos de Amor - (2017)
- Mártires - (2023)

## Miembros
| Miembros actuales - Peech – voz (1999–actual), guitarra líder (1999–2013, 2016-actual), guitarra rítmica (2013–2015) - Baliz Anaya – bajo, coros (2009–actual) - Axel Molina – batería (2018–actual) - Jesucristo Kramm - sintetizadores (2012-2016, 2024-actual) | Miembros anteriores - Izbel - guitarra rítmica (2003-2005) - Sarahí - guitarra rítmica, sintetizadores (2005-2008) - Val Ruiz - guitarra rítmica (2013) - Carlos Aguirre - guitarra líder (2013-2015) - Mitzy Liendermin - bajo, coros (2000-2005) - Danna Darka - bajo, coros (2006-2009) - Dementia Vengeance - batería, (2000-2002), guitarra rítmica (2008-2010), coros (2000-2002, 2008-2010) - Samia - batería (2002-2004) - Enrique García - batería (2004-2008) - Tantrum - batería (2008-2014) - Yoab Castañeda - batería (2014-2015, 2017) - Víctor Fragoso - batería (2015-2016) - Sebastián Dí - batería (2018) | Músicos en vivo - Andrés González - batería (2004) - Poncho Bot - guitarra (2008) - Jonathan León - bajo (2009) |